# Purenleon nubipennis
Purenleon nubipennis är en insektsart som först beskrevs av Navás 1917.  Purenleon nubipennis ingår i släktet Purenleon och familjen myrlejonsländor. Inga underarter finns listade i Catalogue of Life.